# Luciano Rufino
Luciano Rufino (Melfi, 30 gennaio 1926 – Roma, 25 giugno 1985) è stato un sindacalista e politico italiano.

## Biografia
Dirigente sindacale, fu membro della segreteria dell'UIL, che rappresentò anche nella Federazione CGIL, CISL, UIL. 
Esponente del PSI, è stato eletto senatore nella VII Legislatura della Repubblica, il 20 giugno 1976, rimanendo in carica fino al 1979.